# Juli Aterià
Juli Aterià (llatí: Julius Aterianus) va ser un historiador romà que probablement va viure al segle iv.
Va ser autor d'una obra sobre els Trenta Tirans que van aparèixer entre els anys 259 al 268, o almenys va escriure en especial sobre un d'ells, Victorí. Un extracte s'ha conservat a través de Trebel·li Pol·lió, que l'utilitza a la Història Augusta.